# Circuit Gilles Villeneuve
Circuit Gilles Villeneuve – tor wyścigowy Formuły 1.
Tor w Montrealu został zbudowany w 1978 roku przy wykorzystaniu infrastruktury dróg i parkingów stworzonych z myślą o międzynarodowych targach EXPO ’67. Początkowo nosił on nazwę Circuit Île Notre-Dame, ale w 1982 roku nazwano go imieniem tragicznie zmarłego kanadyjskiego kierowcy Gilles’a Villeneuve’a. Tor jest mieszanką szybkich i wolnych zakrętów, a krótkie proste o dość wyboistej nawierzchni są ogrodzone metalowymi barierkami. Przed sezonem 2002 przeprowadzono modernizację szykany przed prostą startową, co znacznie ograniczyło osiągane w tym miejscu prędkości, a tym samym poprawiło bezpieczeństwo. W 2017 roku kontrakt na organizację Grand Prix został przedłużony do 2029 roku.

## Historia

### Ściana Mistrzów

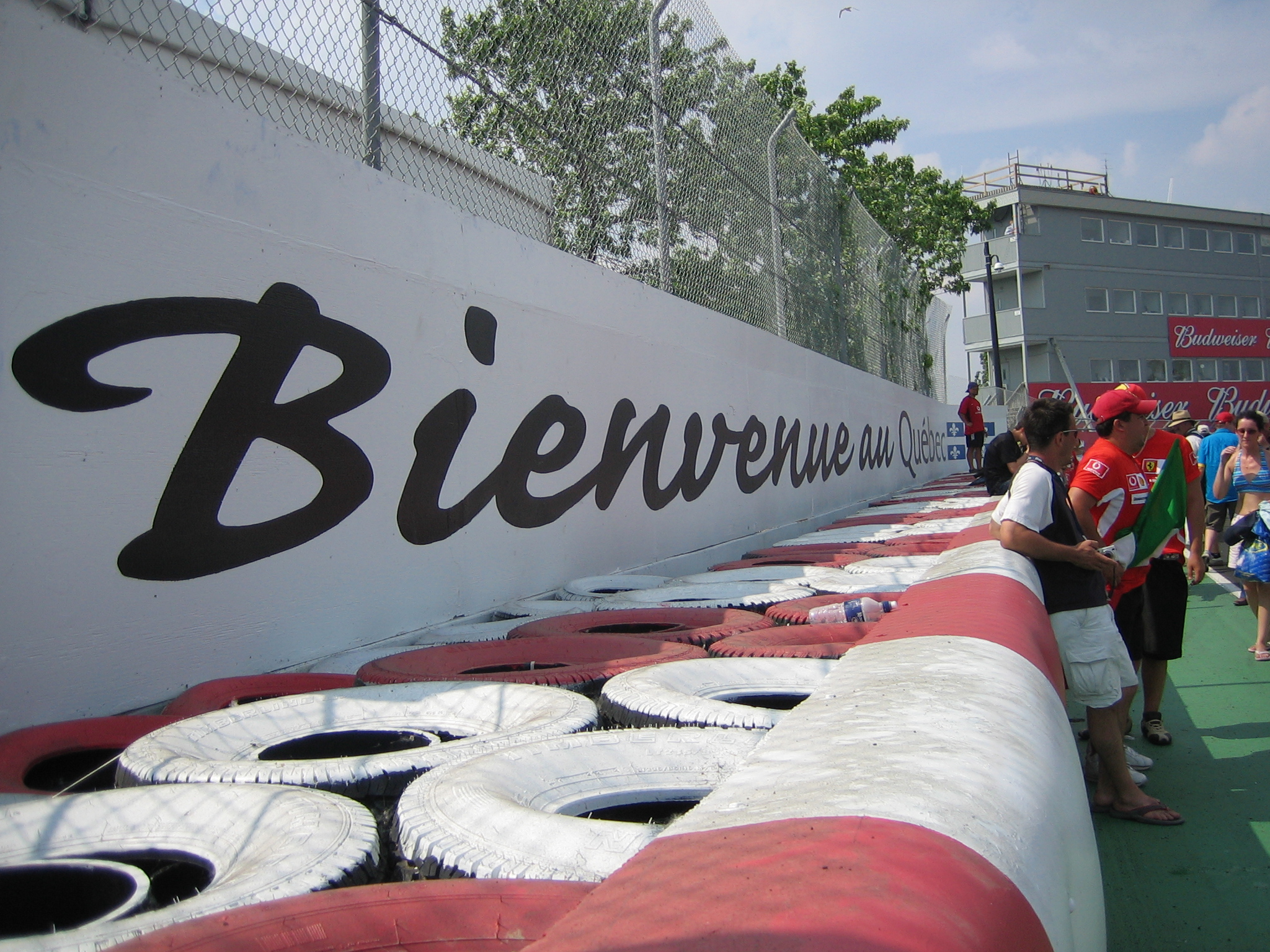
Ściana Mistrzów

To nazwa bandy na prostej startowej na torze Circuit Gilles Villeneuve. Jej nazwa wywodzi się z tego, że podczas GP Kanady w roku 1999 o tę ścianę swoje bolidy rozbili w osobnych zdarzeniach trzej mistrzowie świata: Michael Schumacher, Damon Hill i Jacques Villeneuve.
Lista rozbitych o ścianę kierowców (F1):
- 1996 – Jarno Trulli
- 1997 – Alexander Wurz, Jacques Villeneuve, David Coulthard
- 1999 – Damon Hill, Michael Schumacher, Jacques Villeneuve, Ricardo Zonta
- 2001 – Nick Heidfeld
- 2002 – Rubens Barrichello
- 2005 – Jenson Button
- 2006 – Juan Pablo Montoya, Tiago Monteiro
- 2007 – Vitantonio Liuzzi
- 2010 – Kamui Kobayashi
- 2011 – Sebastian Vettel
- 2012 – Bruno Senna, Pastor Maldonado
- 2019 - Kevin Magnussen

### Wypadek Roberta Kubicy
Podczas Grand Prix Kanady w sezonie 2007 kierowca zespołu BMW Sauber Robert Kubica miał na tym torze groźnie wyglądający wypadek. Wypadł on z toru na prawe pobocze podczas 27. okrążenia na zakończeniu długiego łuku pomiędzy zakrętem numer 10 a nawrotem Pit Hairpin numer 11 i roztrzaskał swój bolid o betonową barierę przy prędkości około 230 km/h. Po odbiciu, koziołkując, przeleciał na drugą stronę toru i po raz kolejny uderzył w bandę. Według badań FIA w trakcie wypadku Kubica przeżył przeciążenie średnie równe 28g przy wartości szczytowej bliskiej 75g.

## ZwycięzcyGrand Prix Kanadyna torze Gilles Villeneuve
| 1978 | Gilles Villeneuve                                      | Ferrari                            | Wyniki        |               |               |               |               |               |
| 1979 | Alan Jones                                             | Williams-Ford                      | Wyniki        |               |               |               |               |               |
| 1980 | Alan Jones                                             | Williams-Ford                      | Wyniki        |               |               |               |               |               |
| 1981 | Jacques Laffite                                        | Ligier-Matra                       | Wyniki        |               |               |               |               |               |
| 1982 | Nelson Piquet                                          | Brabham-BMW                        | Wyniki        |               |               |               |               |               |
| 1983 | René Arnoux                                            | Ferrari                            | Wyniki        |               |               |               |               |               |
| 1984 | Nelson Piquet                                          | Brabham-BMW                        | Wyniki        |               |               |               |               |               |
| 1985 | Michele Alboreto                                       | Ferrari                            | Wyniki        |               |               |               |               |               |
| 1986 | Nigel Mansell                                          | Williams-Renault                   | Wyniki        |               |               |               |               |               |
| 1987 | nie rozegrano                                          | nie rozegrano                      | nie rozegrano | nie rozegrano | nie rozegrano | nie rozegrano | nie rozegrano | nie rozegrano |
| 1988 | Ayrton Senna                                           | McLaren-Honda                      | Wyniki        |               |               |               |               |               |
| 1989 | Thierry Boutsen                                        | Williams-Renault                   | Wyniki        |               |               |               |               |               |
| 1990 | Ayrton Senna                                           | McLaren-Honda                      | Wyniki        |               |               |               |               |               |
| 1991 | Nelson Piquet                                          | Benetton-Ford                      | Wyniki        |               |               |               |               |               |
| 1992 | Gerhard Berger                                         | McLaren-Honda                      | Wyniki        |               |               |               |               |               |
| 1993 | Alain Prost                                            | Williams-Renault                   | Wyniki        |               |               |               |               |               |
| 1994 | Michael Schumacher                                     | Benetton-Ford                      | Wyniki        |               |               |               |               |               |
| 1995 | Jean Alesi                                             | Ferrari                            | Wyniki        |               |               |               |               |               |
| 1996 | Damon Hill                                             | Williams-Renault                   | Wyniki        |               |               |               |               |               |
| 1997 | Michael Schumacher                                     | Ferrari                            | Wyniki        |               |               |               |               |               |
| 1998 | Michael Schumacher                                     | Ferrari                            | Wyniki        |               |               |               |               |               |
| 1999 | Mika Häkkinen                                          | McLaren-Mercedes                   | Wyniki        |               |               |               |               |               |
| 2000 | Michael Schumacher                                     | Ferrari                            | Wyniki        |               |               |               |               |               |
| 2001 | Ralf Schumacher                                        | Williams-BMW                       | Wyniki        |               |               |               |               |               |
| 2002 | Michael Schumacher                                     | Ferrari                            | Wyniki        |               |               |               |               |               |
| 2003 | Michael Schumacher                                     | Ferrari                            | Wyniki        |               |               |               |               |               |
| 2004 | Michael Schumacher                                     | Ferrari                            | Wyniki        |               |               |               |               |               |
| 2005 | Kimi Räikkönen                                         | McLaren-Mercedes                   | Wyniki        |               |               |               |               |               |
| 2006 | Fernando Alonso                                        | Renault                            | Wyniki        |               |               |               |               |               |
| 2007 | Lewis Hamilton                                         | McLaren-Mercedes                   | Wyniki        |               |               |               |               |               |
| 2008 | Robert Kubica                                          | BMW Sauber                         | Wyniki        |               |               |               |               |               |
| 2009 | nie rozegrano                                          | nie rozegrano                      | nie rozegrano | nie rozegrano | nie rozegrano | nie rozegrano | nie rozegrano | nie rozegrano |
| 2010 | Lewis Hamilton                                         | McLaren-Mercedes                   | Wyniki        |               |               |               |               |               |
| 2011 | Jenson Button                                          | McLaren-Mercedes                   | Wyniki        |               |               |               |               |               |
| 2012 | Lewis Hamilton                                         | McLaren-Mercedes                   | Wyniki        |               |               |               |               |               |
| 2013 | Sebastian Vettel                                       | Red Bull-Renault                   | Wyniki        |               |               |               |               |               |
| 2014 | Daniel Ricciardo                                       | Red Bull-Renault                   | Wyniki        |               |               |               |               |               |
| 2015 | Lewis Hamilton                                         | Mercedes                           | Wyniki        |               |               |               |               |               |
| 2016 | Lewis Hamilton                                         | Mercedes                           | Wyniki        |               |               |               |               |               |
| 2017 | Lewis Hamilton                                         | Mercedes                           | Wyniki        |               |               |               |               |               |
| 2018 | Sebastian Vettel                                       | Ferrari                            | Wyniki        |               |               |               |               |               |
| 2019 | Lewis Hamilton                                         | Mercedes                           | Wyniki        |               |               |               |               |               |
|      | 7x Michael Schumacher, Lewis Hamilton 3x Nelson Piquet | 11x Ferrari 8x McLaren 7x Williams |               |               |               |               |               |               |